# Дом учёных в Лесном

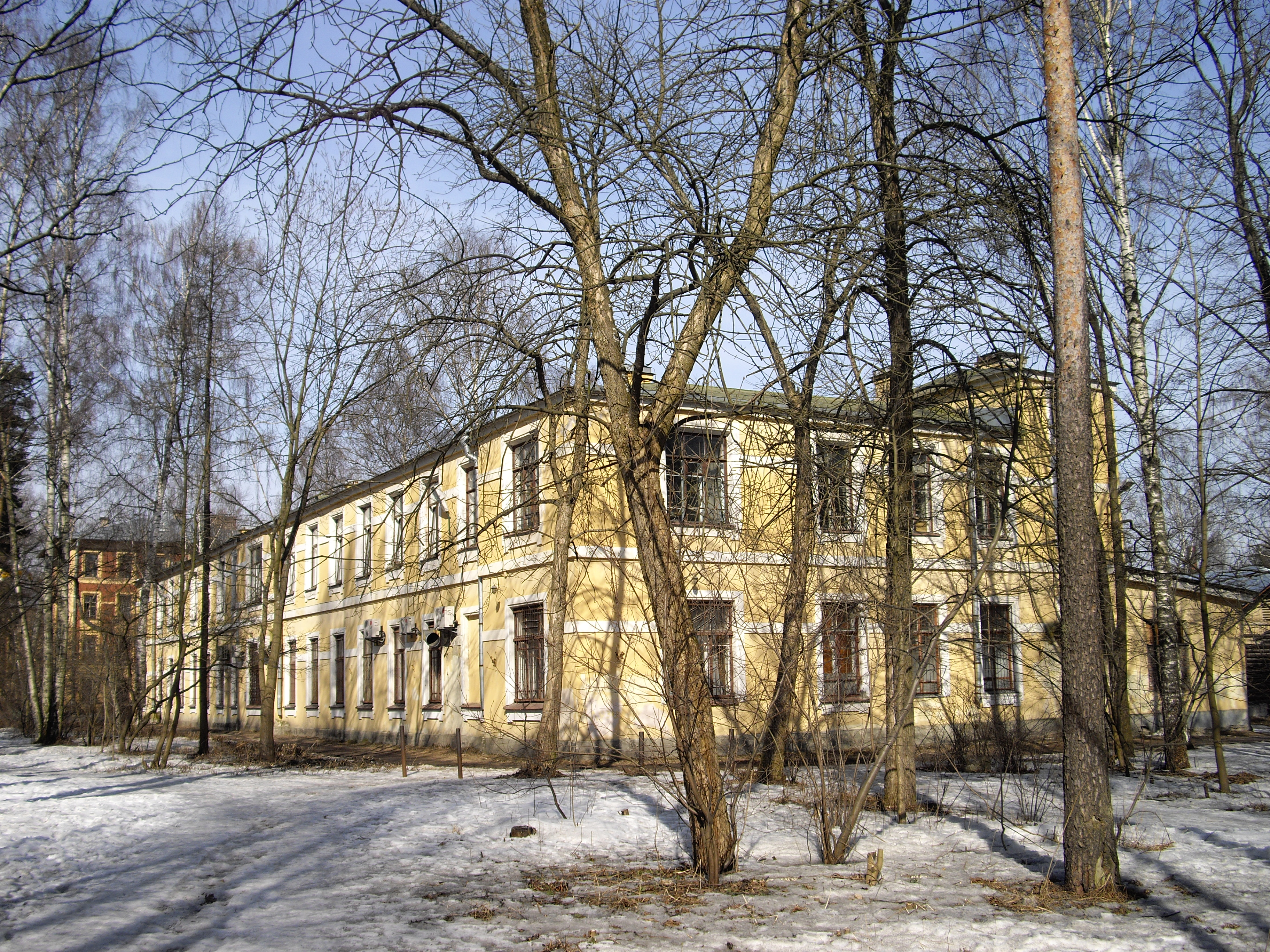
Дом учёных в Лесном (вид с Гжатской улицы)

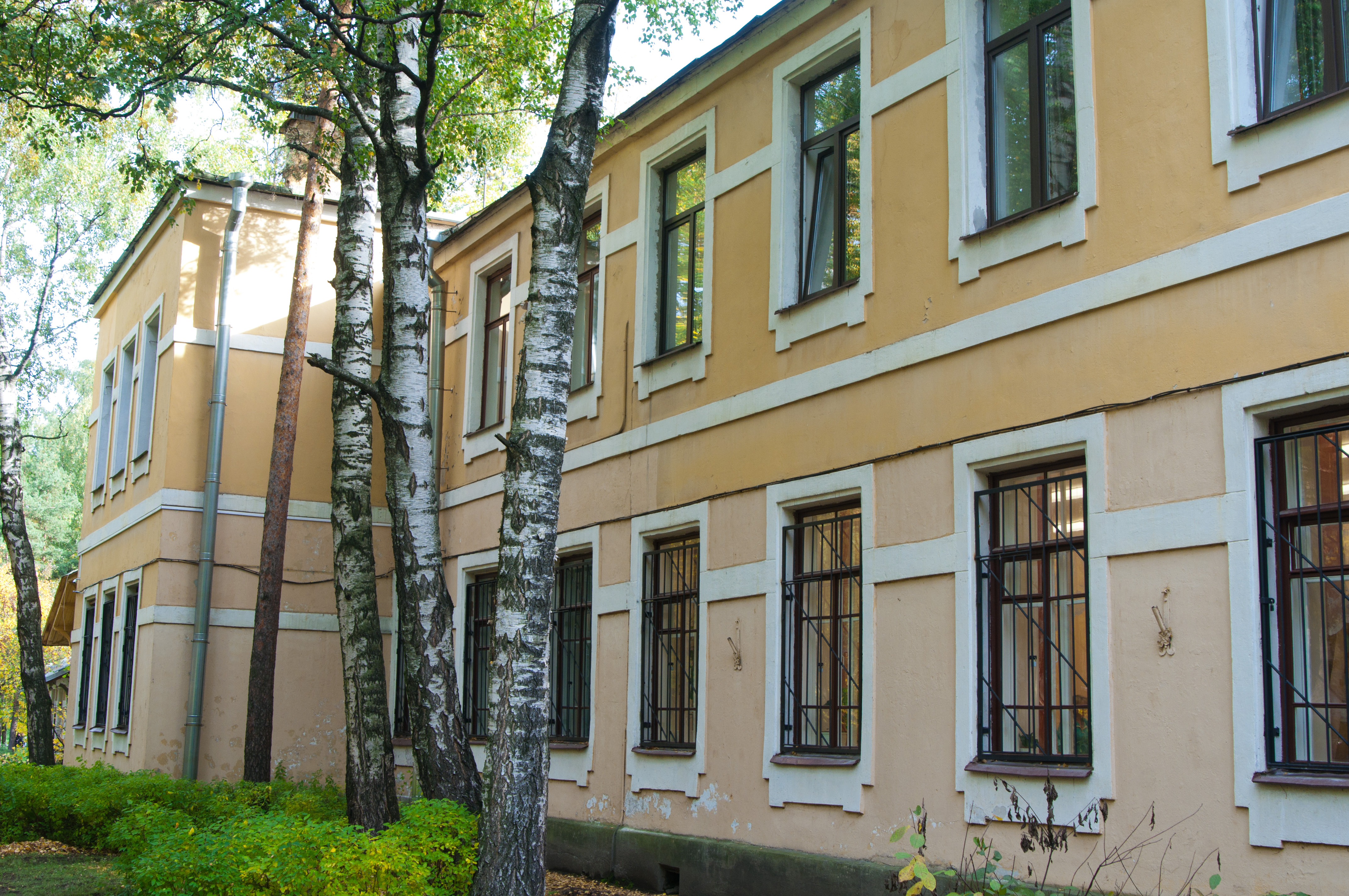

Дом учёных в Лесном находится на территории парка Политехнического университета (Политехническая улица, 29) и не имеет прямого отношения к Дому учёных имени М. Горького в Петербурге.
Дом учёных в Лесном был открыт в 1934 году по инициативе А. Ф. Иоффе, Н. Н. Семёнова и А. А. Байкова первоначально как Клуб учёных в Лесном при Ленинградском индустриальном институте (так в те годы назывался Политехнический университет). Клуб разместился в здании бывшей школы для детей сотрудников института на территории институтского парка. В нём работали разнообразные кружки́ для детей и взрослых, проводились научно-популярные лекции и встречи с работниками науки и искусства.
В годы блокады в здании Клуба учёных в Лесном был развёрнут госпиталь. До 1914 года в том же здании находилась больница Политеха, но с началом Первой мировой в госпиталь было переоборудовано всё главное здание. В сентябре 1946 года Клуб учёных был преобразован в Ленинградский Дом учёных в Лесном.
С 1991 года Дом учёных в Лесном стал структурным подразделением СПбГПУ. В нём работают студии вокала, вышивки, изостудия; проходят собрания литературного объединения и различных творческих коллективов.